# Козловичи (Калинковичский район)
Козловичи (бел. Казловічы) — агрогородок в Калинковичском районе Гомельской области Белоруссии. Административный центр Козловичского сельсовета.

## География

### Расположение
В 33 км на север от Калинкович, 9 км от железнодорожной станции Холодники (на линии Жлобин — Калинковичи), 154 км от Гомеля.

## Транспортная сеть
На автодороге Калинковичи — Бобруйск. Планировка состоит из 2 разделённых мелиоративным каналам частей: западной (к короткой прямолинейной улице присоединяется с севера вторая короткая улица) и восточной (прямолинейная улица, ориентированная с юго-запада на северо-восток). Застройка двусторонняя, деревянная усадебного типа. Для переселенцев из Чернобыльской зоны в 1988 году построены кирпичные дома на 50 семей.

## История
Обнаруженное археологами городище под названием Акты (в 4 км на юго-восток от деревни, в урочище Горы) свидетельствует о заселении этих мест с давних времён. По письменным источникам известна с XVI века как деревня в Мозырском повете Минского воеводства Великого княжества Литовского, шляхетская собственность. В метрике короля Сигизмунда II Августа значится под 1567 годом как поселение, во владении М. Прушановского.
После 2-го раздела Речи Посполитой (1793 год) в составе Российской империи. В 1795 году в Мозырском уезде Минской губернии. На 22.11.1795 во владении помещика Иосифа Еленского. На 30.10.1850 во владении помещика Еленского Казимира Иосифовича. В 1879 году обозначена как селение в Новоселковском церковном приходе. Согласно переписи 1897 года в деревне Козловичи-1 действовали хлебозапасный магазин, конная мельница, в деревне Козловичи-2 действовали часовня, хлебозапасный магазин, конная мельница, постоялый двор и фольварк. В 1908 году в Домановичской волости Речицкого уезда. С 1913 года работала школа, которая размещалась в наёмном крестьянском доме (в 1935 году 112 учеников).
В 1930 году организован колхоз «1 Мая», работали ветряная мельница и кузница. Во время Великой Отечественной войны в боях около деревни погибли 153 советских солдата (похоронены в братской могиле в северной части деревни). Освобождена 12 января 1944 года. 90 жителей погибли на фронте. В 1950-х годах названия деревень изменились: деревня Козловичи-1 стала называться Верхние Козловичи, деревня Козловичи-2 — Нижние Козловичи. В 1960-х годах деревни Верхние Козловичи и Нижние Козловичи объединились и составили одну деревню Козловичи. С 21 октября 1968 года центр Козловичского сельсовета. В 1971 году 214 дворов, 632 жителя, центр колхоза «1 Мая». В 2014 году расположены младшая школа, детский сад, клуб, библиотека, фельдшерско-акушерский пункт, отделение связи, магазин.
В 2011 году деревня Козловичи преобразована в агрогородок.

## Население

### Численность
- 2004 год — 211 хозяйств, 470 жителей.

### Динамика
- 1795 год — 33 двора.
- 1897 год — в деревне Козловичи-1 48 дворов, 291 житель; в деревне Козловичи-2 39 дворов, 212 жителей (согласно переписи).
- 1908 год — в деревне Козловичи-1 53 двора, 309 жителей, в деревне Козловичи-2 49 дворов, 443 жителя.
- 1925 год — в деревне Козловичи-1 123 двора, в деревне Козловичи-2 73 двора.
- 1959 год — в деревне Верхние Козловичи 323 жителя, в деревне Нижние Козловичи — 410 жителей (согласно переписи).
- 1997 год — 562 жителя, 224 двора[2].
- 2004 год — 211 хозяйств, 470 жителей.

## Достопримечательность
- Памятник погибшим воинам и односельчанам.

## Известные уроженцы
- К. А. Метлушко — Герой Социалистического Труда.